# Ідеологема

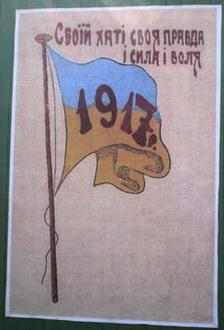
Прапор і гасло можуть слугувати ідеологемами

Ідеологе́ма — найменша смислова одиниця ідеології, виражена певним символом або групою символів ідея. Може виражатися як словом, частиною слова, словосполученням або й цілим текстом, так і зображеннями на кшталт емблеми, герба, чи одним лише кольором. У ідеологеми, на відміну від терміна, немає постійного та чіткого значення, це значення змінюється відповідно до прагматики.

## Історія терміна
Перші згадки терміна «ідеологема» містяться в працях російського філософа Михайла Бахтіна «Формальний метод у літературознавстві» (1928) та «Марксизм і філософія мови» (1929). В його загальному розумінні ідеологема — це мовна (в широкому сенсі мови як системи знаків) чи мовленнєва одиниця, навантажена ідеологічними смислами. Паралельно цей термін вживав близький до Бахтіна російський лінгвіст і філософ Валентин Волошинов у 1929 році, а популяризувала болгарсько-французька філософ Юлія Кристєва в 1970-і.
Американський літературний критик Фредрік Джеймсон використав цей термін у 1981 році в праці «Політичне несвідоме» для позначення найменшого смислового елемента в дискурсі конфліктів соціальних класів.
Гасан Гесейнов запропонував у працях «Д. С. П. Радянські ідеологеми в російському дискурсі 1990-х» (2004) та «Карта нашої батьківщини: ідеологема між словом і тілом» (2005), що ідеологемою може бути не лише слово чи словосполучення, або неписьмовий знак, а також буква, алфавіт, закінчення слова, динаміка мови.
Термін «ідеологема» маловідомий на Заході, де замість нього частіше вживається «політична міфологема» (political mythologeme), тим самими зміщуючи акцент у сферу політичної ідеології.

## Характеристики ідеологеми
Ідеологема є одиницею ідеології, що має дві функції: по-перше, повідомляє цільовій групі певне знання про навколишій світ, яке є результатом історичного й практичного досвіду групи, по-друге, формує ставлення цієї групи до дійсності. Ідеологія не надає об'єктивних відомостей, адже завжди має оціночний, а тому суб'єктивний, характер.
Ідеологема завжди емоційно забарвлена та має символічний характер, що ріднить її з міфологемою. Багатьома дослідниками ідеологема та міфологема ототожнюються. Часто ідеологема розуміється як міфологема, що використовується в ідеології; складова сучасної міфології, передусім — політичної, позаяк політика найочевидніше визначає життя сучасного суспільства. Разом з тим ідеологія як сучасна міфологія може бути не лише політичною, а й корпоративною. Наприклад, використовуватися для реклами товарів і послуг. Також, ідеологемами послуговуються в сфері розваг, спорті, релігії та інших сферах життя суспільства. Ідеологія створює ілюзію автентичної міфології, проте щодо неї завжди вторинна.
Цілеспрямоване використання ідеологем є ефективним засобом маніпуляції масовою свідомістю — ідеологема легко запам'ятовується, оскільки заснована на загальновідомих символах, створює ілюзію розуміння у маніпульованих осіб, спрямовує суспільство на вигідну маніпуляторам діяльність. Мета й наслідки використання ідеологем можуть бути як деструктивними, так і конструктивними.

## Приклади ідеологем
| - Свої / вороги - Батьківщина - Гімн - Прапор - Народ - Патріотизм - Свобода - Рівність - Окупанти - Терор - Фашизм | - Влада, дана Богом (богами) - Сармати — предки шляхти - Відродження втраченого - «Москва — третій Рим» - «Розвинутий соціалізм» - Експорт революції / експорт демократії - Сталін - Фінансова криза - Толерантність |